# (6385) Martindavid
(6385) Martindavid (1989 EC2) – planetoida z pasa głównego asteroid okrążająca Słońce w ciągu 5 lat i 218 dni w średniej odległości 3,15 j.a. Została odkryta 5 marca 1989 roku.